# Кулибин, Иван Петрович
Ива́н Петро́вич Кули́бин (10 [21] апреля 1735, Подновье, Нижегородский уезд — 30 июля [11 августа] 1818, Нижний Новгород) — русский механик-изобретатель из мещан, прозванный «нижегородским Архимедом», член и механик Императорской академии наук.

## Жизнь и труды
Родился в семье мелкого мучного торговца, в усадьбе, находившейся между нынешними Крутым переулком и Почтовым съездом близ Успенского собора в Нижнем Новгороде. Усадьба с отчим домом и с двухэтажным домом, построенным самим Кулибиным, не сохранилась до наших дней — сгорела в 1814 году. В настоящее время на её месте установлена мемориальная доска.
Читать и писать научил мальчика дьячок Успенской церкви, в приход которой входил дом Кулибиных. В юношеском возрасте Иван Кулибин обучился слесарному, токарному и часовому делу. В 1764—1767 годах изготовил уникальные карманные часы. В их корпусе, помимо собственно часового механизма, помещались ещё и механизм часового боя, музыкальный аппарат, воспроизводивший несколько мелодий, и сложный механизм крошечного театра-автомата с подвижными фигурками.
Эти часы Кулибин преподнёс императрице Екатерине II, которая назначила его в 1769 году заведующим механической мастерской Петербургской академии наук. Он руководил изготовлением станков, астрономических, физических и навигационных приборов и инструментов. В этот период, с 1770 по 1781 год, изобретатель жил в Доме академиков (современный адрес: Санкт-Петербург, 7-я линия Васильевского острова, 2/1, лит. А).
К 1772 году Кулибин разработал несколько проектов 298-метрового одноарочного моста через Неву с деревянными решётчатыми фермами. В 1776 году Кулибин собрал во дворе Дома академиков уменьшенную модель деревянного однопролётного арочного моста через Неву, выполненную в 1/10 проектного размера, и провёл испытания этой модели. Таким образом Кулибин впервые в истории мостостроения показал возможность моделирования мостовых конструкций.
В 1777 году состоялась защита проекта моста в Академии наук, она была признана «блестящей», 5 мая 1778 года Екатерина II вручила Кулибину за эту разработку именную золотую медаль «Механику Академии наук» на Андреевской ленте. Однако добиться реализации проекта не удалось.
Уменьшенная модель моста простояла во дворе Дома академиков семнадцать лет, после чего была перенесена в Таврический сад.
В последующие годы Кулибин изобрёл и изготовил много оригинальных механизмов, машин и аппаратов. Среди его изобретений — фонарь-прожектор с параболическим отражателем из мельчайших зеркал, речное судно с вододействующим двигателем, передвигающееся против течения (водоход, 1804), механический экипаж с педальным приводом, усовершенствование шлифовки стекол для оптических приборов.

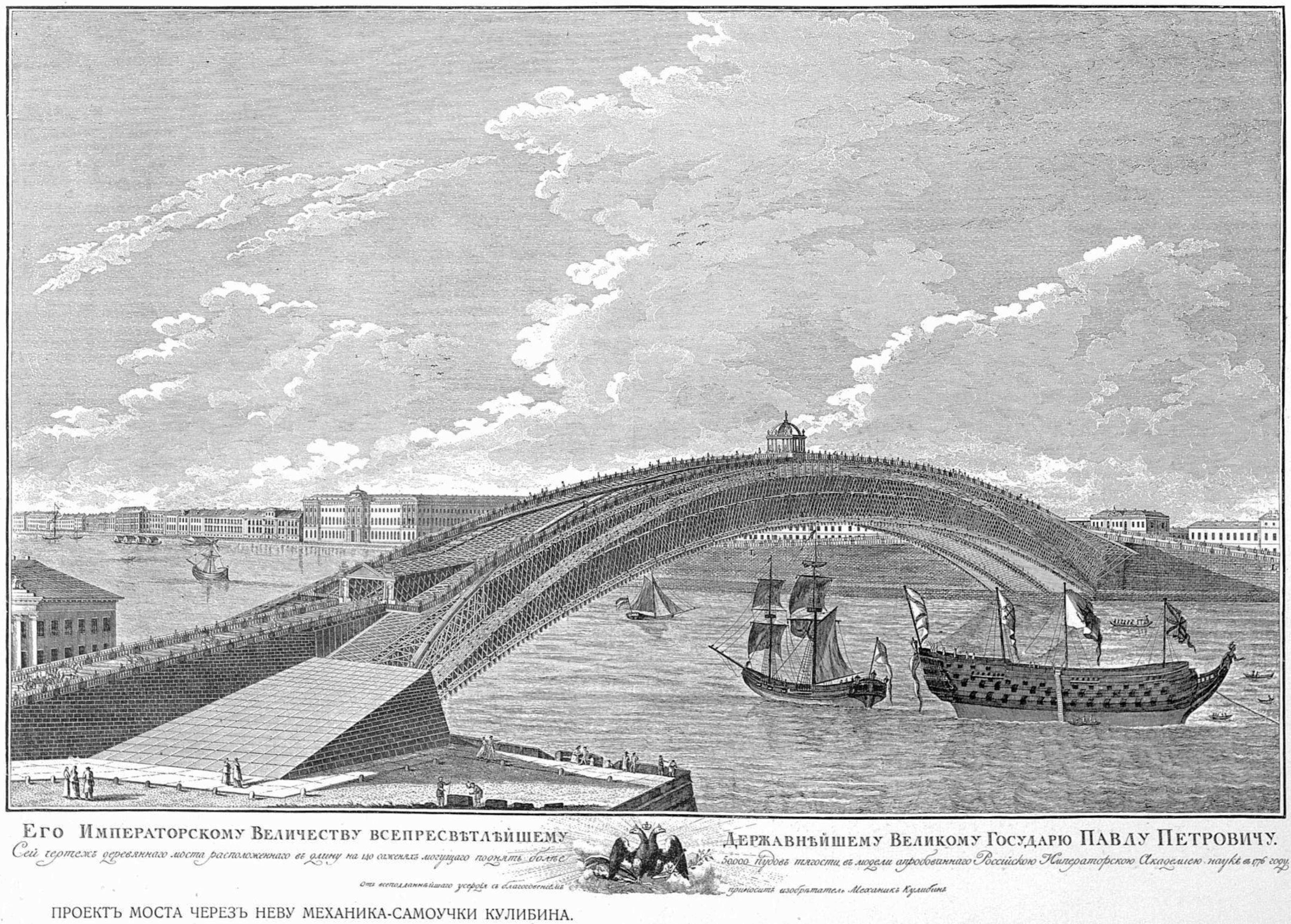
Проект моста через Неву
И. П. Кулибина (1776)

В 1773—1775 годах Кулибин вместе с оптиком Беляевым сконструировал первый ахроматический микроскоп по проекту Эйлера — Фусса.

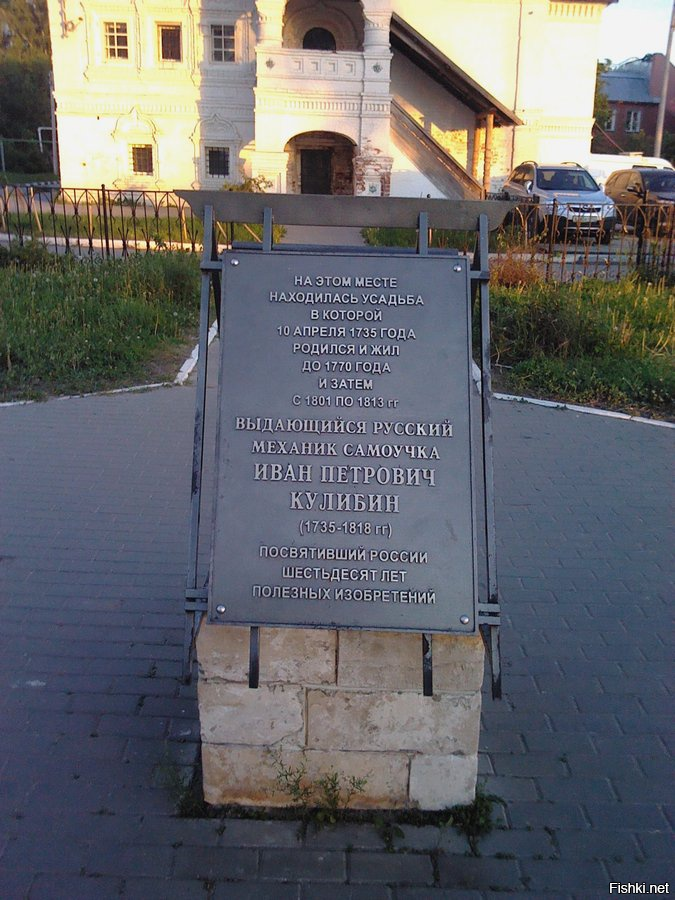
Мемориальная доска на месте усадьбы в Нижнем Новгороде, где родился и жил И. П. Кулибин

В 1791 году изготовил «самобеглую» повозку, в которой применил маховое колесо, коробку скоростей, подшипники качения. Повозка приводилась в движение человеком через педальный механизм. Это был второй известный русский веломобиль, первый был создан на 40 лет раньше Леонтием Шамшуренковым.
Также разработал конструкцию «механических ног» — протезов. В 1793 году построил лифт с винтовым механизмом. В 1801 году был уволен из Академии и вернулся в Нижний Новгород, где продолжал изобретательскую работу.
Иван Петрович Кулибин даже в преклонном возрасте живо интересовался техническими новинками; подтверждением тому может служить «Отрывок из письма к русскому художнику Гладкому (из Нижнего)», опубликованный в январском выпуске «Русского вестника» за 1810 год (стр. 133—135), где Кулибин, узнавший о работах Алексея Гладко́го, с восхищением пишет коллеге-изобретателю: «Жаль, что я так стар! а то поехал бы в Москву обнять моего собрата».
Дважды, в 1792 и в 1799 годах, Кулибин peмонтировал знаменитые часы «Павлин» работы английского механика Джеймса Кокса, которые постоянно экспонируются в Павильонном зале Малого Эрмитажа.
Подавляющее большинство изобретений Кулибина, возможность использования которых подтвердило наше время, тогда не было реализовано. Диковинные автоматы, забавные игрушки, хитроумные фейерверки для высокородной толпы — лишь это впечатляло современников.
На протяжении более двадцати лет разрабатывал чертежи и построил два опытных образца механических судов для работы на реках, чтобы заменить труд бурлаков, но правительство не внедрило его изобретение. Пытался построить вечный двигатель, потратив на его создание почти все свои деньги. Умер во сне в Нижнем Новгороде.
Его вдове пришлось заложить последние стенные часы и занять 175 рублей, чтобы достойно похоронить мужа. Похороны прошли при большом стечении народа. Могила находится перед церковной папертью на Петропавловском кладбище. Над ней первоначально был поставлен деревянный памятник с портретом Кулибина, писанным масляными красками, но в 1833 году памятник и портрет сгорели. В 1843 году статская советница Елизавета Ивановна Попова, урождённая Кулибина, поставила над отцовской могилой незатейливый каменный памятник в виде сужавшегося кверху четырёхгранника, с крестом в навершии. Памятник был украшен цветным портретом Кулибина, с окладистой бородой. С южной стороны была установлена памятная доска с надписью: «Верный сын святой церкви и отечества, добрый отец семейства, друг добродетели, утешитель несчастных, честь Нижнего Новгорода, красота сограждан, посвятивший России шестьдесят лет полезных изобретений, удостоенный благоволения царей земных. О, да сподобится на небеси милости Царя Царей».
Широкую известность Кулибин получил после публикации П. Свиньиным в 1819 году книги «Жизнь русского механика Кулибина и его изобретения».

## Личность
Неутомимый новатор, в домашнем быту и привычках Кулибин был консервативен. Он никогда не курил табак и не играл в карты. Писал стихи. Любил званые вечера, хотя на них только балагурил, так как был абсолютным трезвенником. При дворе, среди расшитых мундиров западного покроя, в своём длиннополом кафтане, высоких сапогах и с окладистой бородой Кулибин казался представителем другого мира. Но на балах он с неистощимым остроумием отвечал на насмешки, располагая к себе добродушной словоохотливостью и прирождённым достоинством в облике.
Павел Амплиевич Россиев отмечает, что Кулибин получал множество знаков внимания от государей и высоких сановников, среди которых упоминаются: Екатерина II, Павел I, Александр I, император Священной Римской империи Иосиф II, шведский король Густав IV, граф Орлов, «великолепный князь Тавриды» и Суворов.

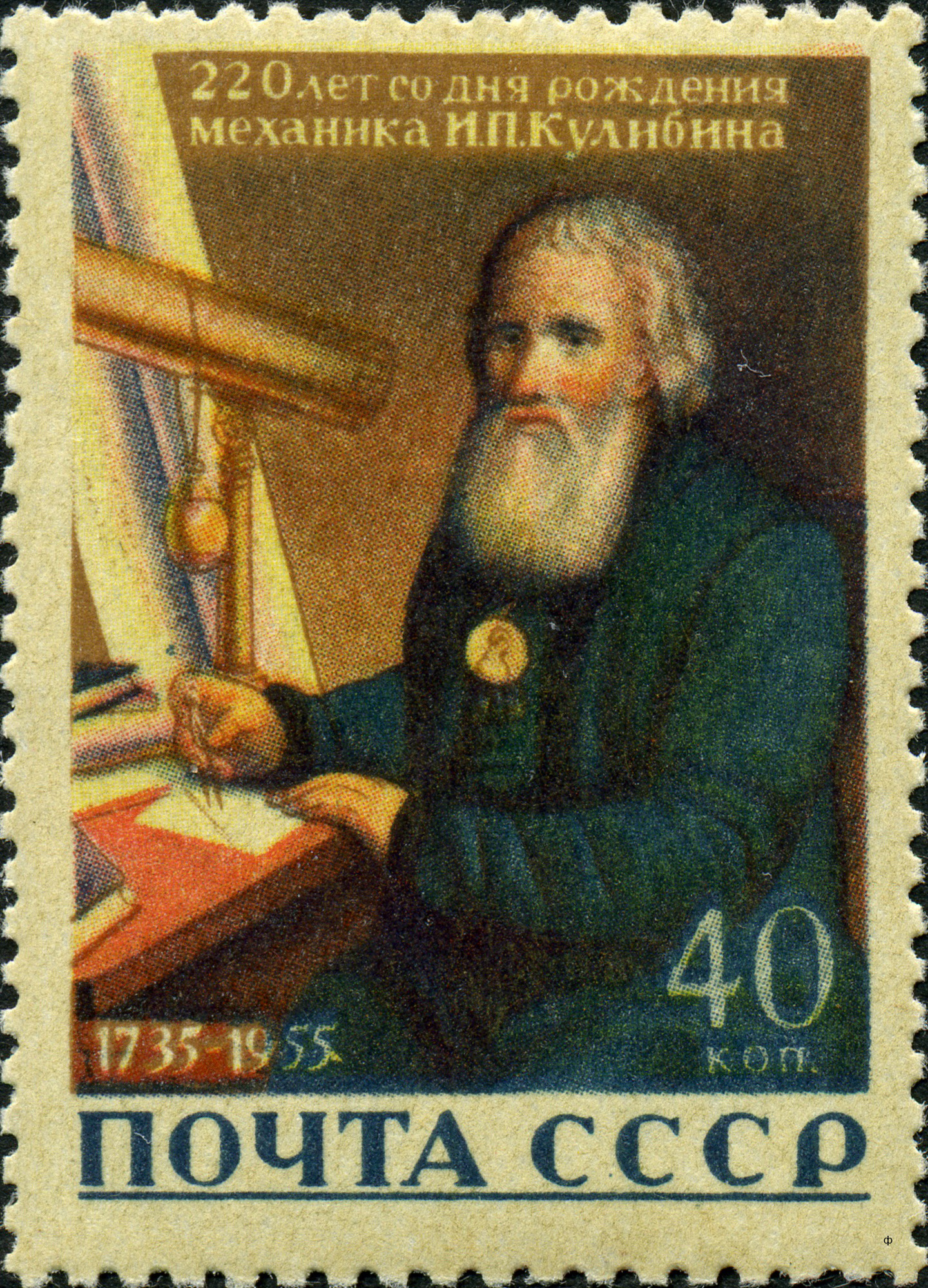
Почтовая марка СССР серии «220 лет со дня рождения И. П. Кулибина»

## Семья
Иван Петрович Кулибин был женат трижды и имел в общей сложности шесть сыновей и восемь дочерей.
- В первый раз женился в возрасте 24 лет в Нижнем Новгороде. От этого брака родились сыновья Павел, Иосиф, Семён и четыре дочери. Жена по имени Наталья умерла в Петербурге.
- Вторично женился в возрасте 50 лет в Петербурге на Авдотье Васильевне Щербаковой. От этого брака родились трое сыновей (Дмитрий, Александр, Пётр) и одна дочь. Авдотья Васильевна умерла после родов, вскоре после переезда в Нижний Новгород.
- В третий раз женился в 70-летнем возрасте на нижегородской мещанке Марье Ивановне Докукиной. От этого брака имел трёх дочерей.

Известные имена дочерей: Елизавета (старшая дочь), Пелагея, Мария, Александра, Евдокия, Капитолинадочь Елена родилась в Петербурге в 1783 году мая 1 дня. (Цгиа ф.19, по.111, д. 94. Стр. 100)

## Память о Кулибине

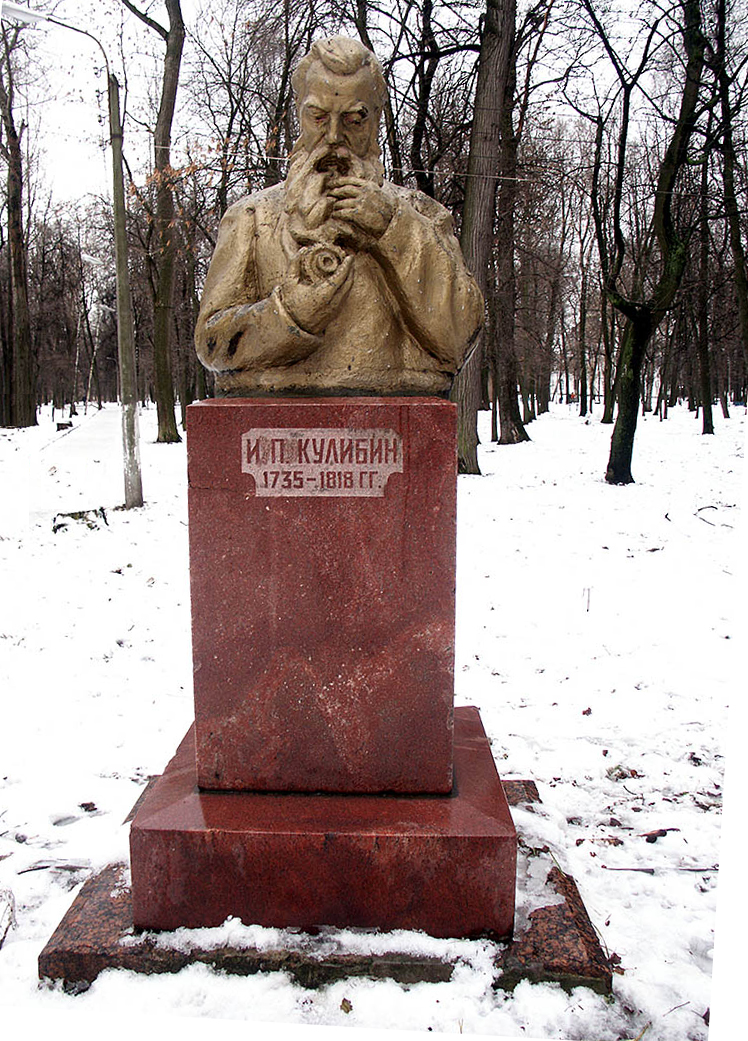
Памятник И. П. Кулибину в Нижнем Новгороде

Фамилия Кулибина стала нарицательной: так называют мастеров-самоучек, добившихся больших успехов в своём ремесле. Также в русском языке используется глагол «кулибничать» со значением «придумывать, изобретать».
Именем Кулибина названы улицы во многих городах России. Бывшее Петропавловское кладбище в Нижнем Новгороде, где сохранился его надгробный памятник, с 1940 года называется парком имени Кулибина.
Имя Ивана Кулибина носило рефрижераторное судно проекта B-437 (1976—1999) Латвийского морского пароходства.
Теплоход «Механик Кулибин» проекта 646 1955 года постройки выполняет регулярные пассажирские перевозки по реке Лена в северные районы Республики Саха (Якутия).
Имя Кулибина присвоено малой планете (5809) Кулибин, открытой Л. В. Журавлёвой 4 сентября 1987 года.
22 мая 2020 года в Нижегородской области создана особая экономическая зона «Кулибин», названная в честь нижегородского изобретателя.

## Образ в кинематографе
- В сказочно-комедийном детском фильме режиссёра Владимира Бычкова «Есть идея!» (1977) один из двух главных героев — Иван Кулибин (народный артист СССР Евгений Лебедев), живший в XVIII—XIX вв., а другой — советский школьник Вовка Морковкин, который идёт по стопам великого изобретателя.
- В российском телесериале «Предпоследняя инстанция» (2021) роль Кулибина сыграл Николай Фоменко.